# Pacé (Orne)
Pacé – miejscowość i gmina we Francji, w regionie Normandia, w departamencie Orne.
Według danych na rok 1990 gminę zamieszkiwało 295 osób, a gęstość zaludnienia wynosiła 39 osób/km² (wśród 1815 gmin Dolnej Normandii Pacé plasuje się na 600. miejscu pod względem liczby ludności, natomiast pod względem powierzchni na miejscu 677.).